# کالتاگیرون ادیتوره
کالتاگیرون ادیتوره (انگلیسی: Caltagirone Editore) شرکت رسانه‌ای ایتالیایی است، که در سال ۱۹۹۹ تأسیس شد.